# 항라사마귀
항라사마귀(문화어: 유리날개사마귀)는 사마귀목에 속하는 곤충이다. 앞날개가 약간 투명해서 마치 누런 모시 옷감처럼 보이는 데서 이런 이름이 붙었다. 몸길이는 47∼65mm 내외이며 몸 색깔은 연한 연두색이거나 연한 갈색이다. 수컷의 촉각(더듬이)은 굵고 길며 암컷은 실 모양이고 짧다. 앞날개는 배끝을 약간 넘는데, 암컷의 경우 약간 가죽질이며 수컷의 경우 넓고 투명하다. 앞가두리에 가늘고 불규칙한 날개맥이 있다. 특징은 앞다리 넓적다리마디 안쪽에 노란 점이, 앞다리 밑마디 안쪽에 검은 얼룩무늬가 있다는 것이고, 뒷다리 넓적다리마디에 가시돌기가 없는 점들이 다른 종과 구별된다. 유럽에서 항라사마귀는 그냥 '사마귀(Mantis)' 혹은 '유럽사마귀(European mantis)'라고 불린다. 8월에서 10월까지 들이나 개천가의 풀밭에서 볼 수 있으며 주로 땅과 가까운 곳에 서식한다. 먹이는 작은 곤충이나 작은 척추동물이다. 알집은 약간 길고 베개 모양이며 담 밑이나 돌 밑 등에 산란한다. 알로 월동한다. 유충은 불완전변태를 통해 성충이 된다.

## 분포
아프리카, 유럽, 아시아 그리고 북아메리카에 분포한다. 한국, 일본, 유럽을 포함한 유라시아와 아프리카의 자생종이다. 북아메리카의 항라사마귀는 약 19세기 말에 유럽의 원예용구에 묻어 정착했고, 이후 20세기 초에 해충방제를 위해 왕사마귀와 함께 도입된 외래종이다.

## 아종
- 항라사마귀 (Mantis religiosa)
  - Mantis religiosa beybienkoi - 카자흐스탄, 타지키스탄, 몽골, 시베리아 서식종
  - Mantis religiosa caucasica - 스타브로폴 서릭종
  - Mantis religiosa eichleri - 에티오피아, 부르키나파소, 가나, 카메룬, 케냐, 콩고, 모리타리, 니제르, 세네갈, 소말리아, 수단, 탄자니아, 토고, 잠비아, 잠바브웨 서식종
  - Mantis religiosa inornata - 인도, 이란 서식종
  - Mantis religiosa langoalata - 우즈베키스탄 서식종
  - Mantis religiosa latinota - 카자흐스탄 서식종
  - Mantis religiosa macedonica - 마케도니아 서식종
  - Mantis religiosa religiosa - 유럽, 북아메리카 서식종
  - Mantis religiosa polonica - 폴란드 서식종
  - Mantis religiosa siedleckii - 타이완, 타이, 말레이시아, 자와섬, 술라웨시섬 서식종
  - Mantis religiosa sinica - 한국, 중국, 일본, 베트남 서식종

## 사진

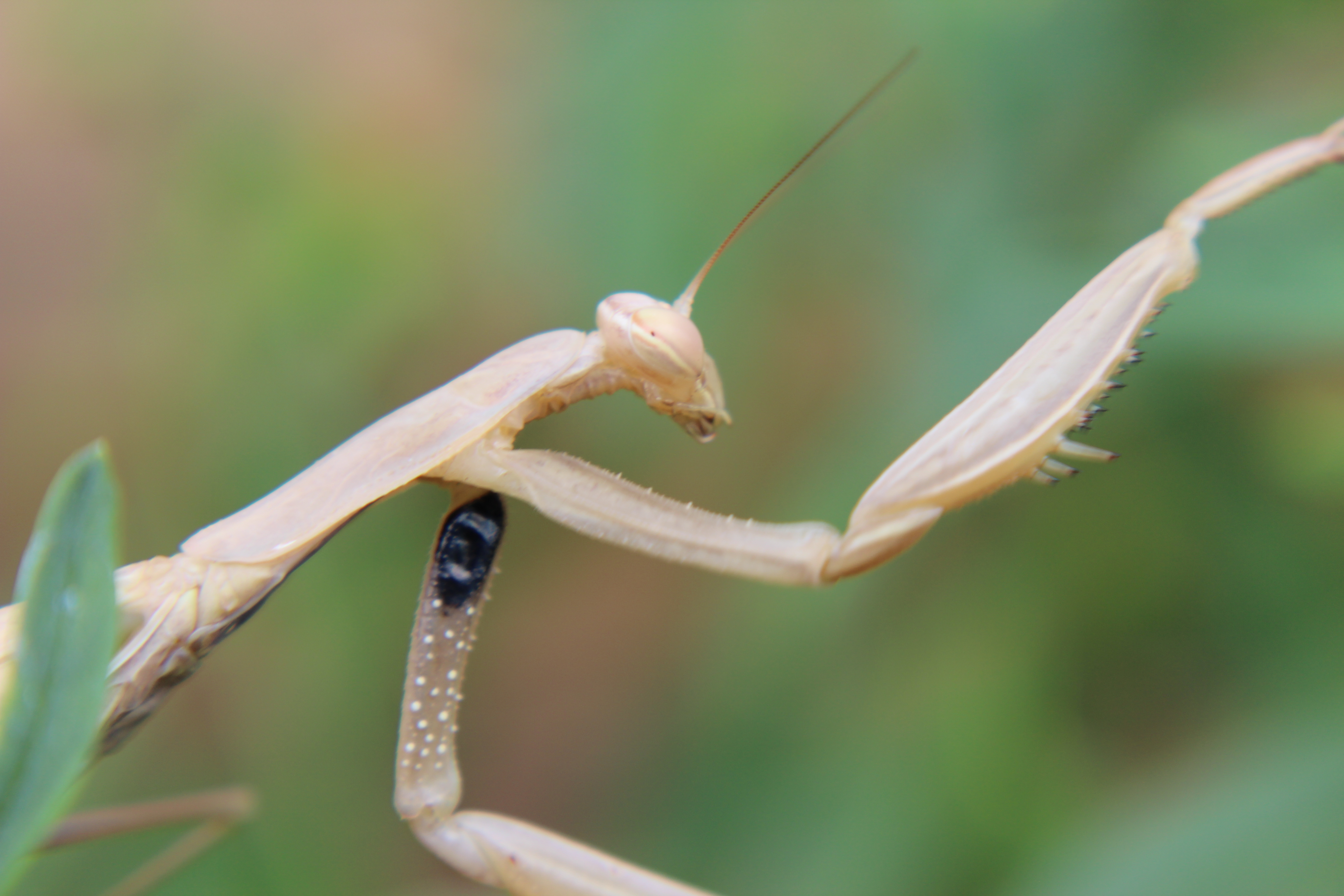
항라사마귀의 앞다리 밑마디 안쪽은 검은 얼룩 무늬가 있다.(아이다호)
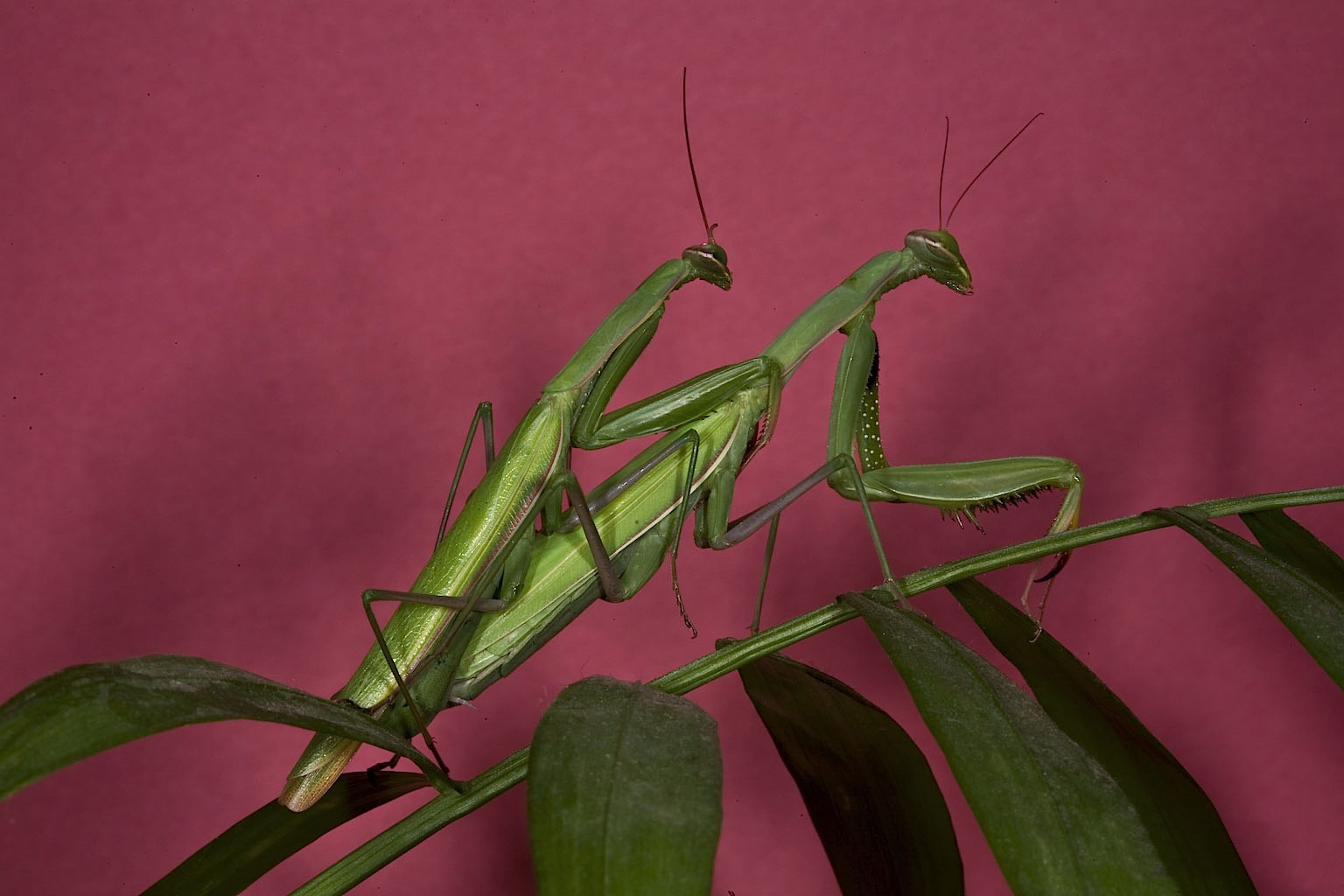
항라사마귀의 교미
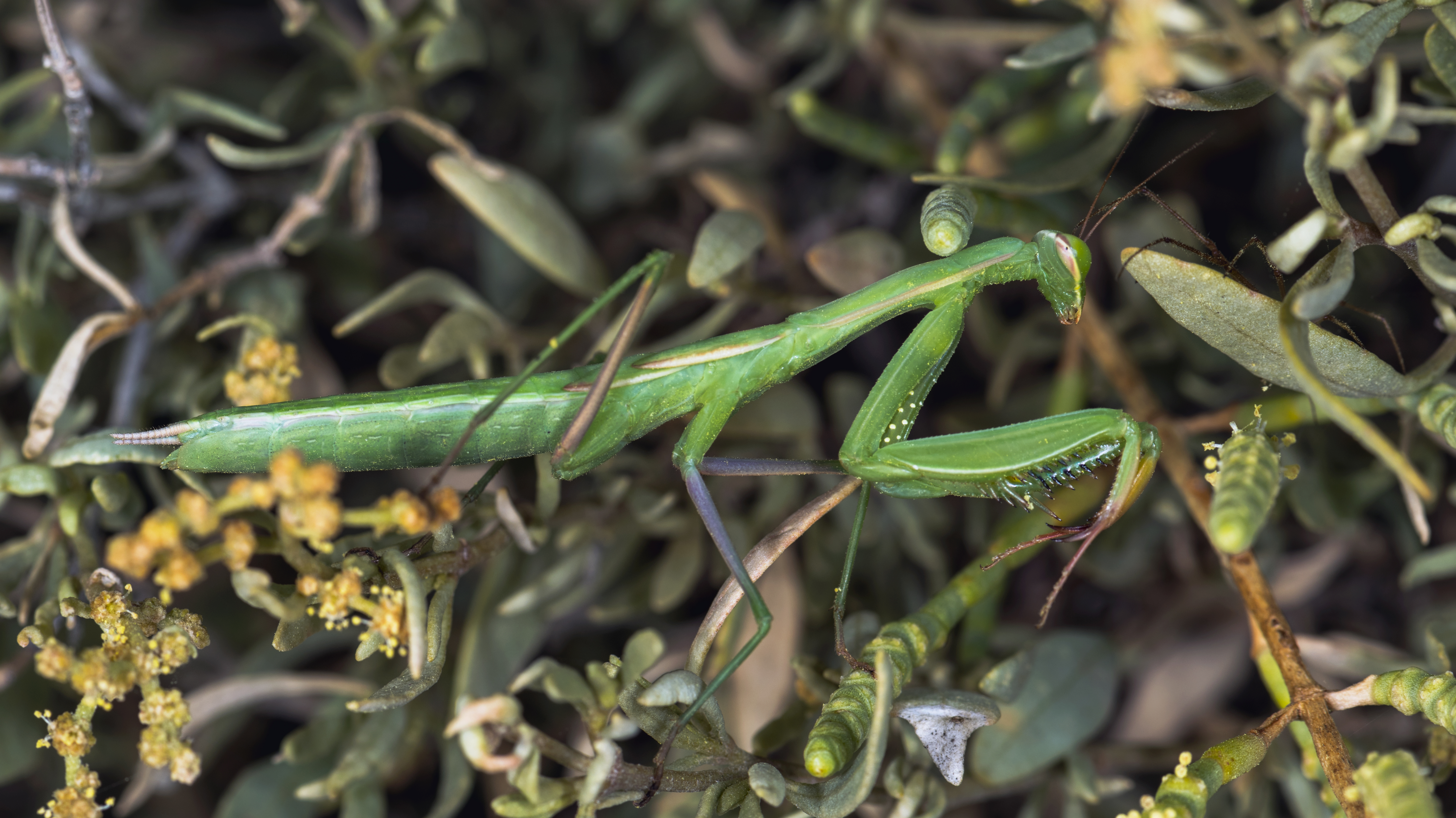
항라사마귀 암컷 애벌레(프랑스)
수컷(프랑스)
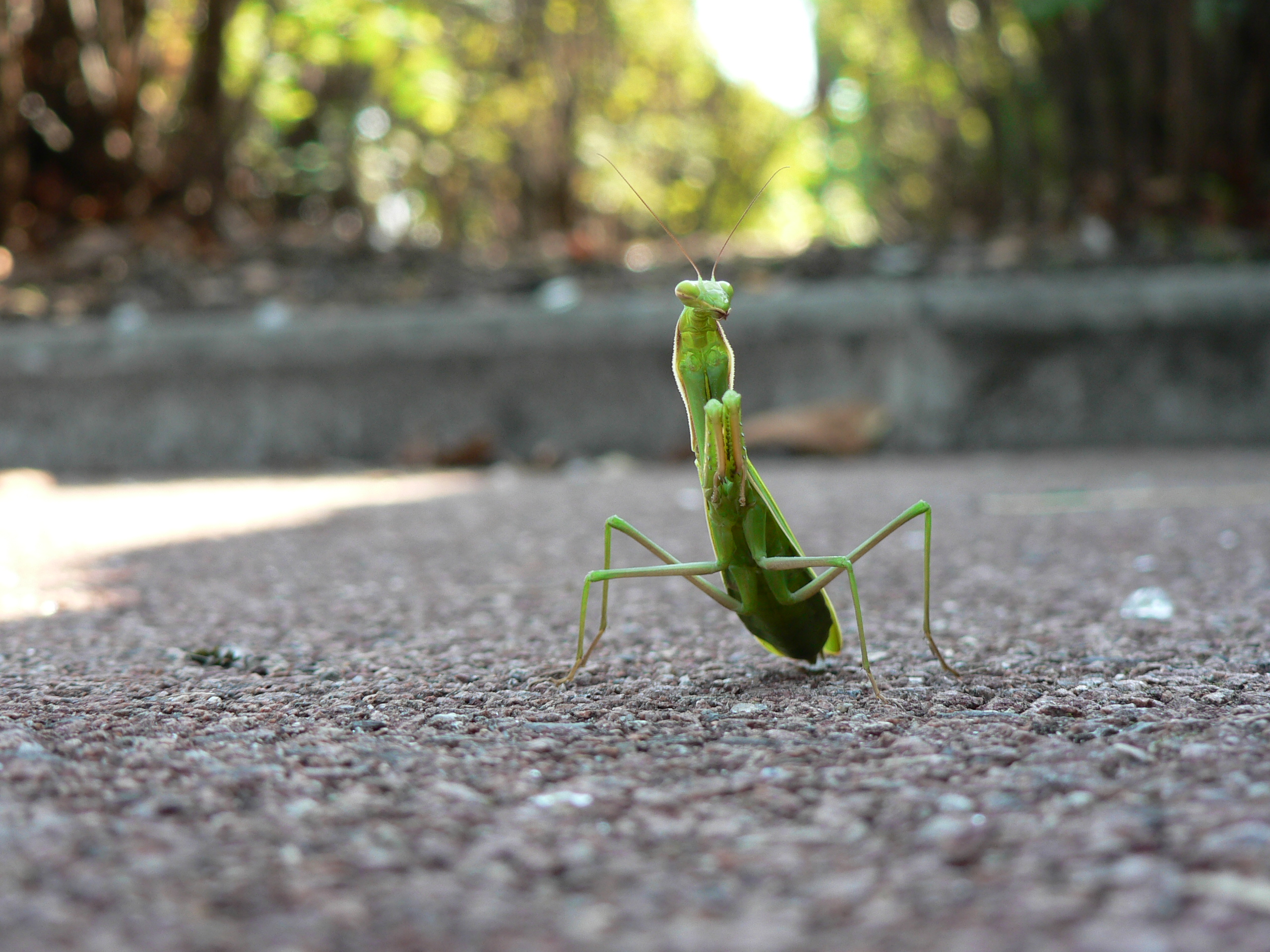
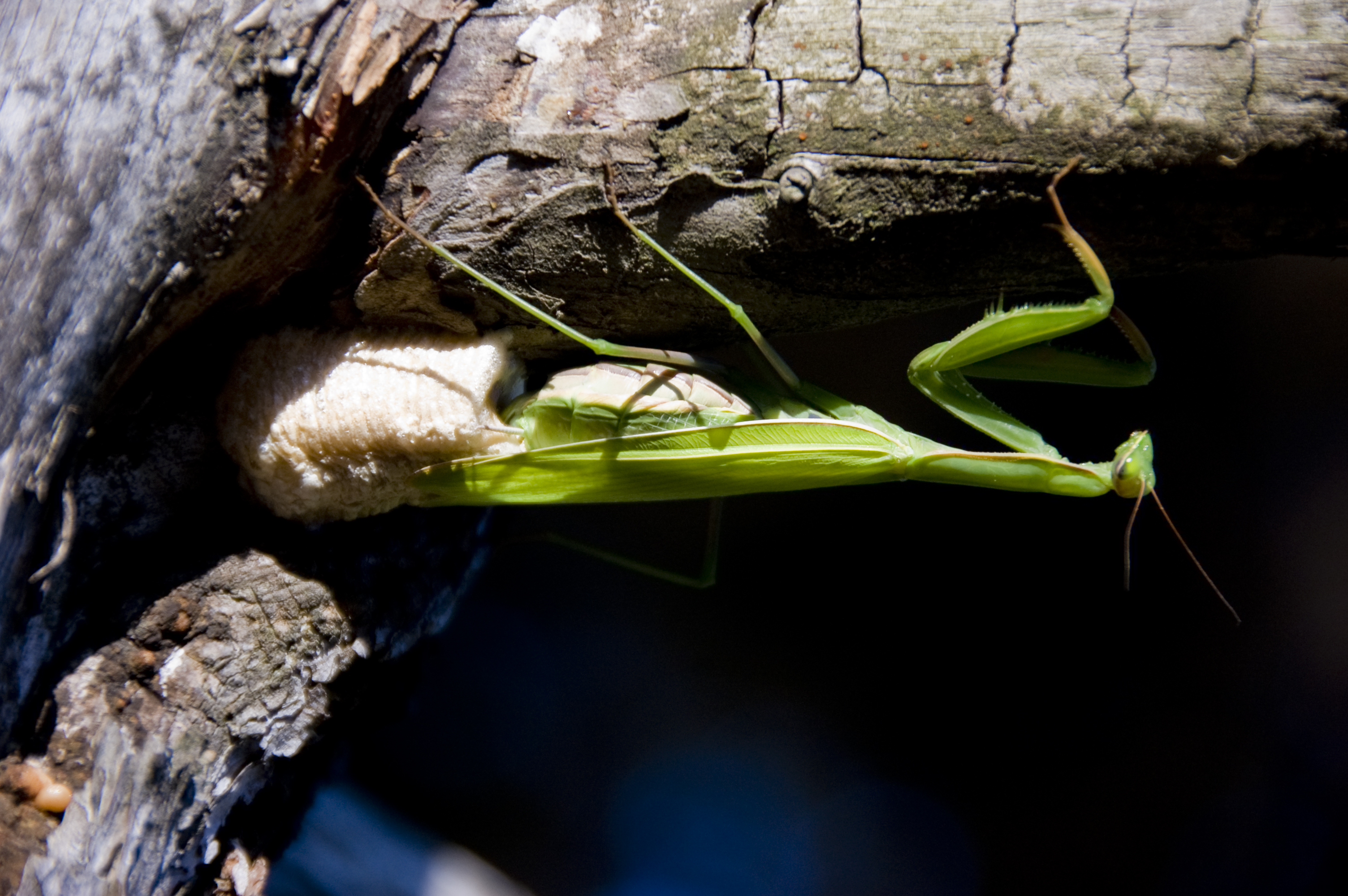
알을 낳고 있는 암컷.(이탈리아)
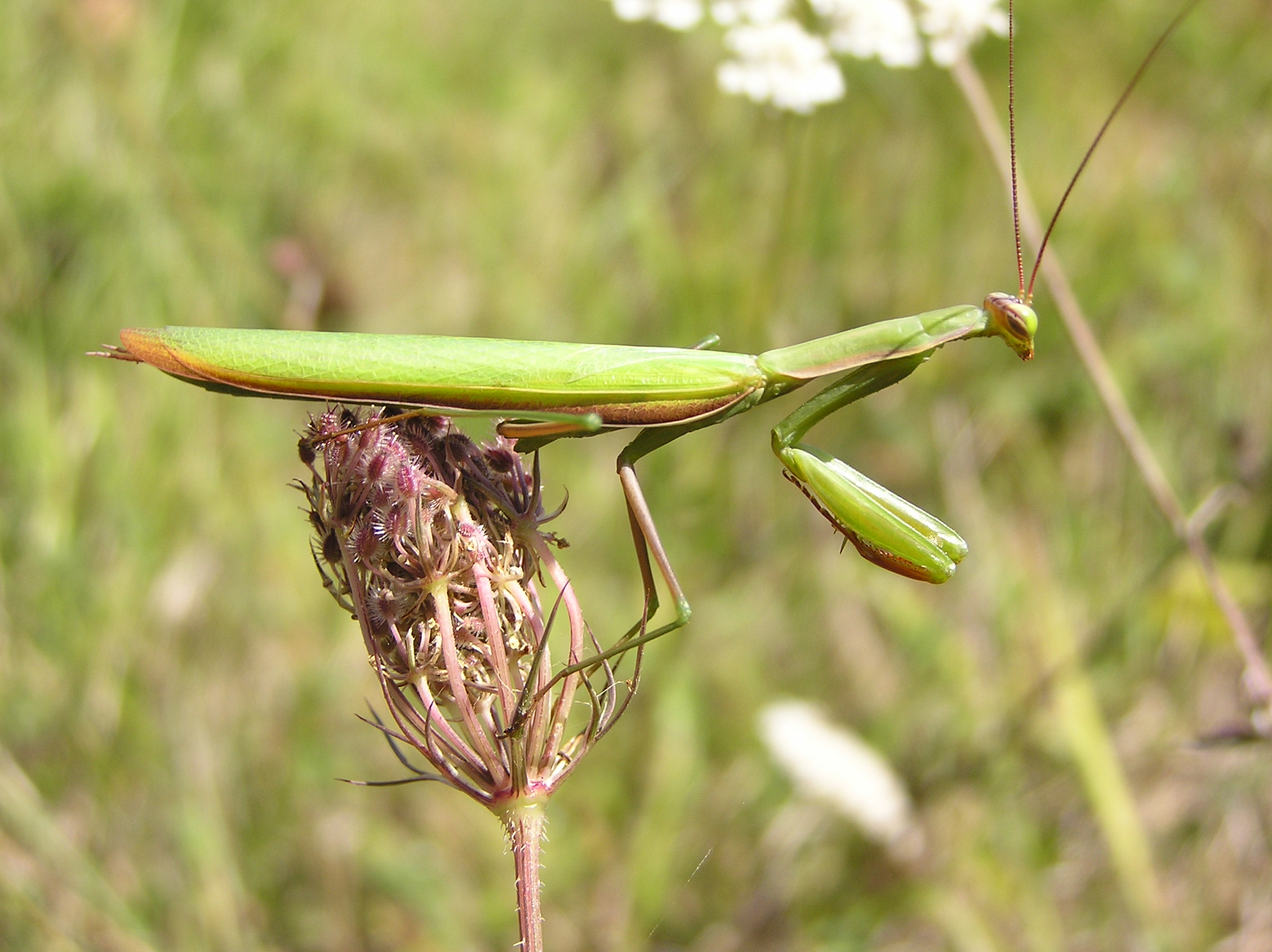
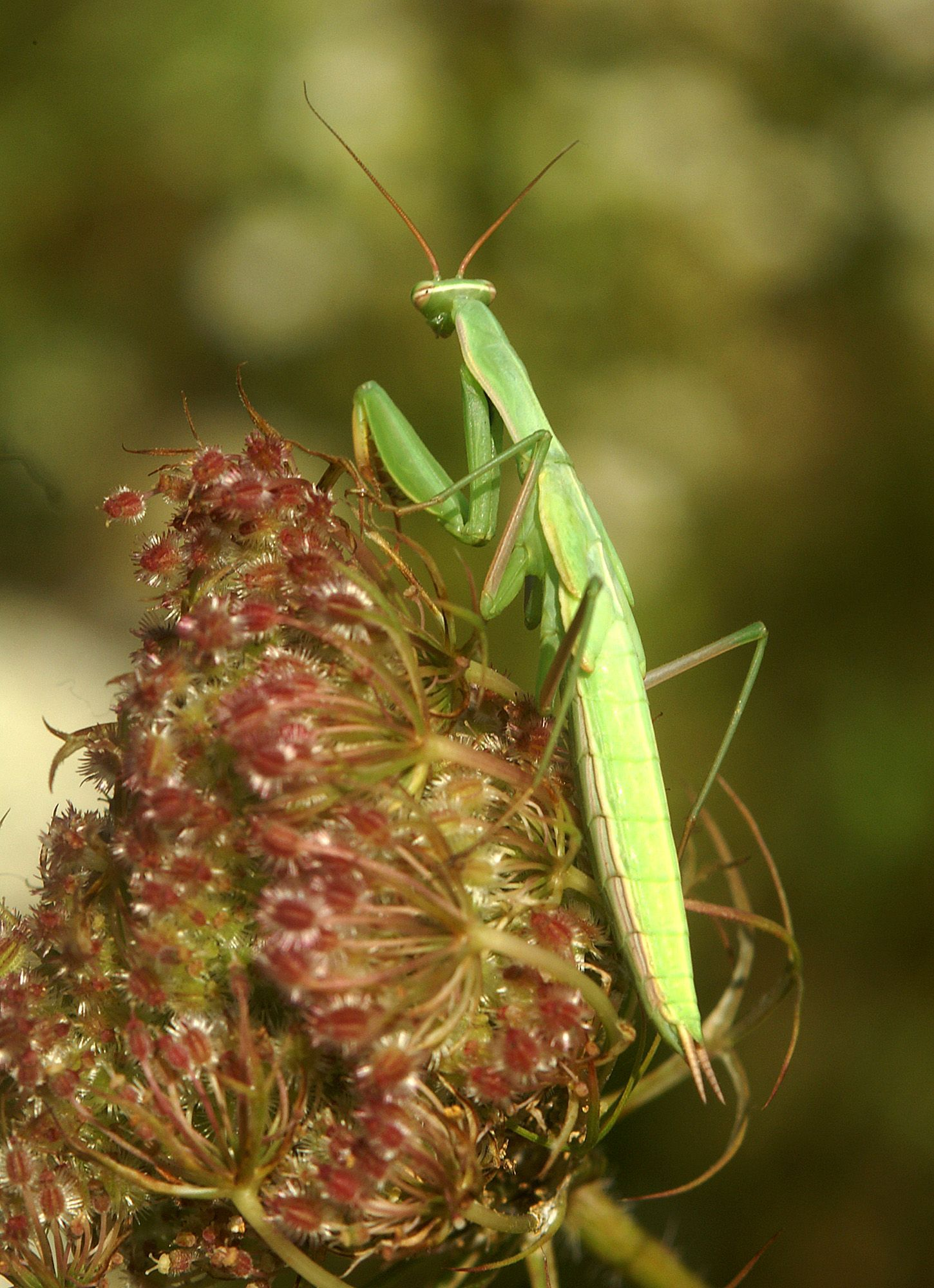
애벌레(독일)
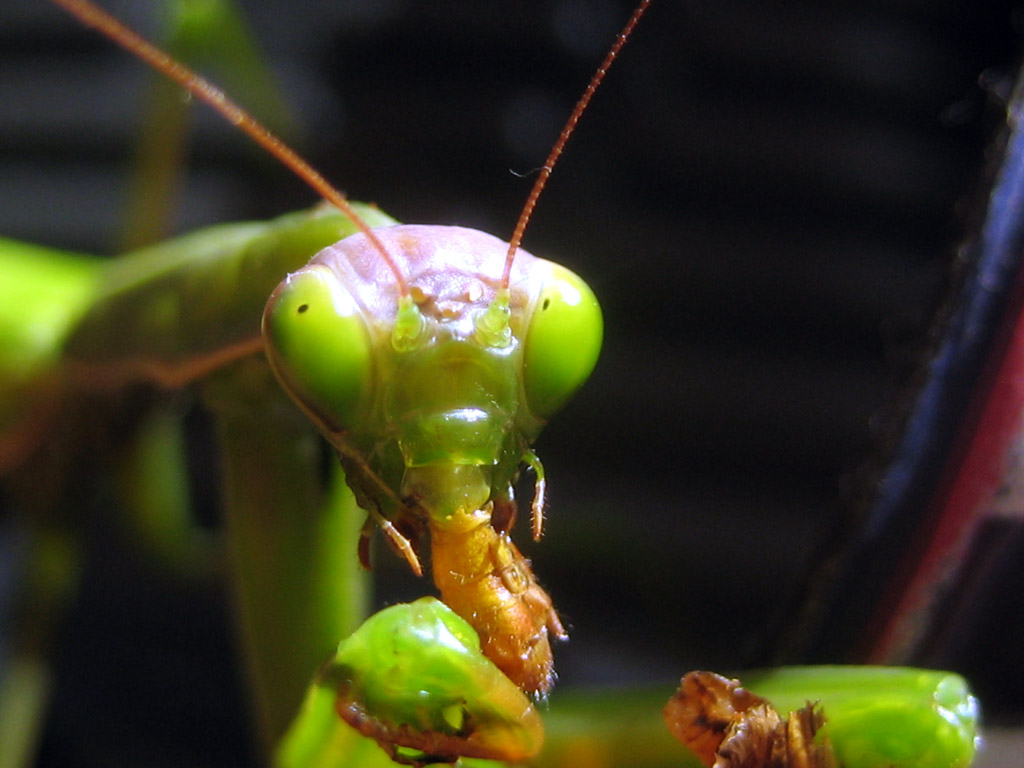
먹이 섭취(이탈리아)
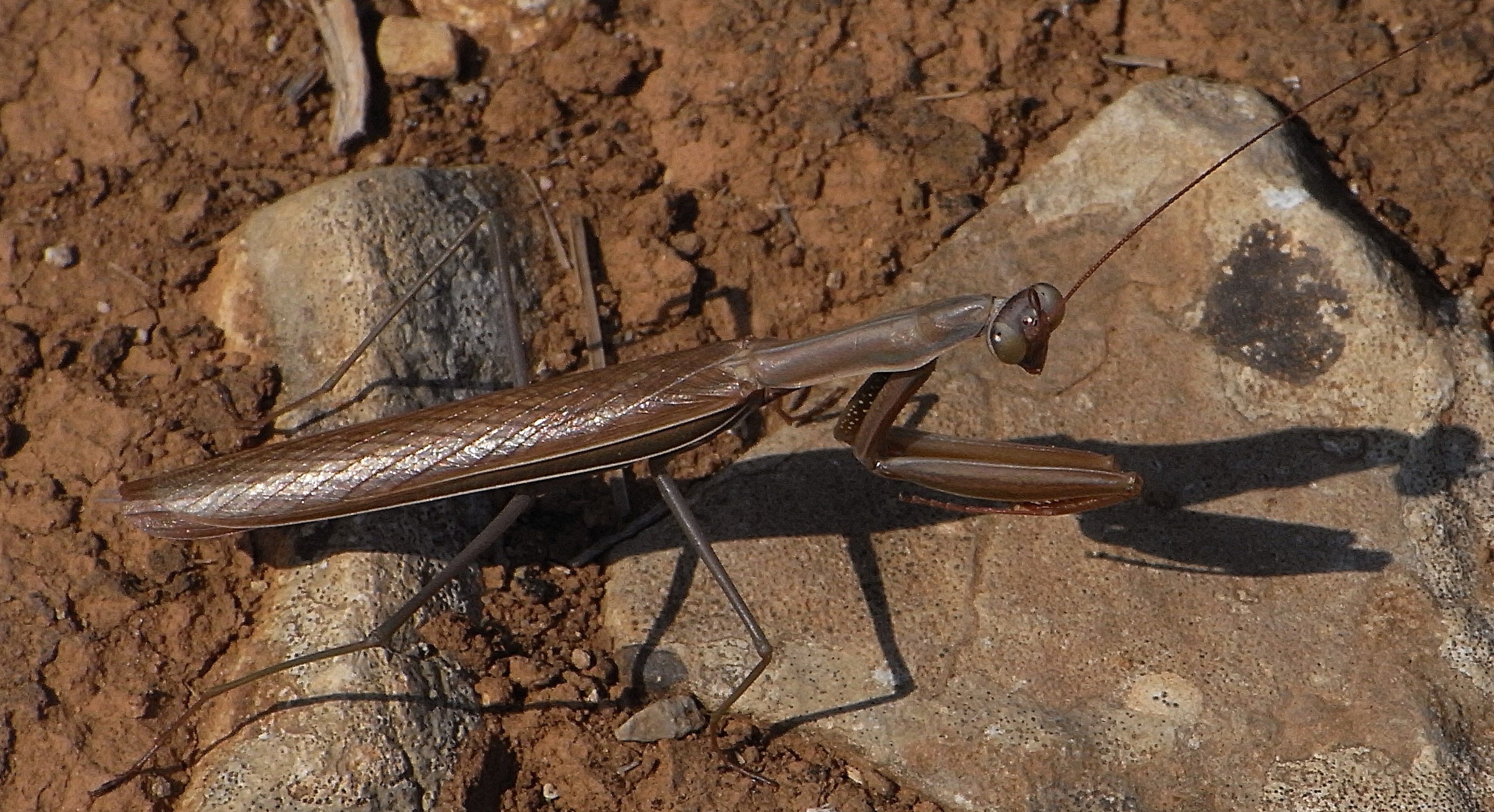
갈색 수컷 항라사마귀(프랑스)
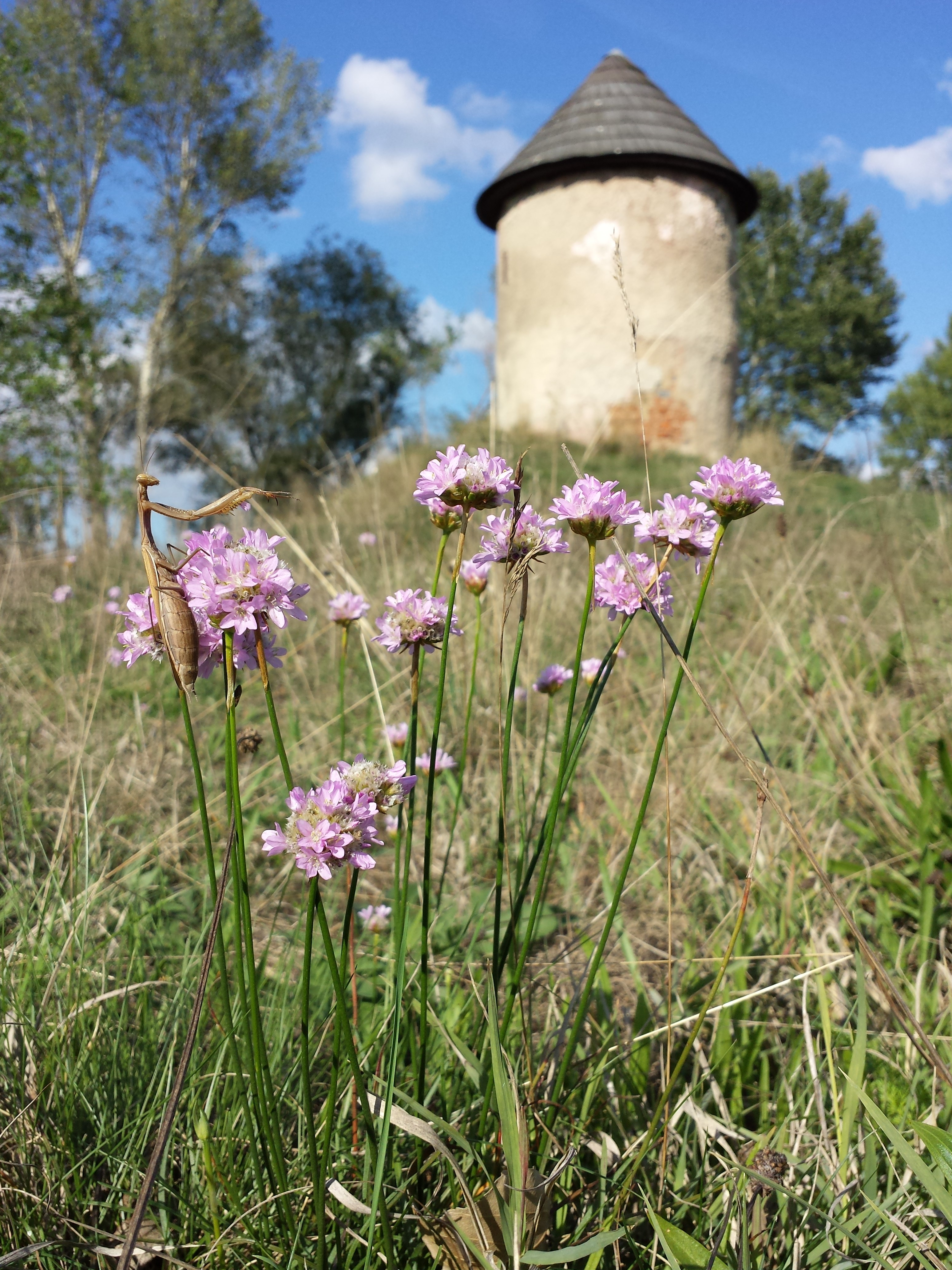
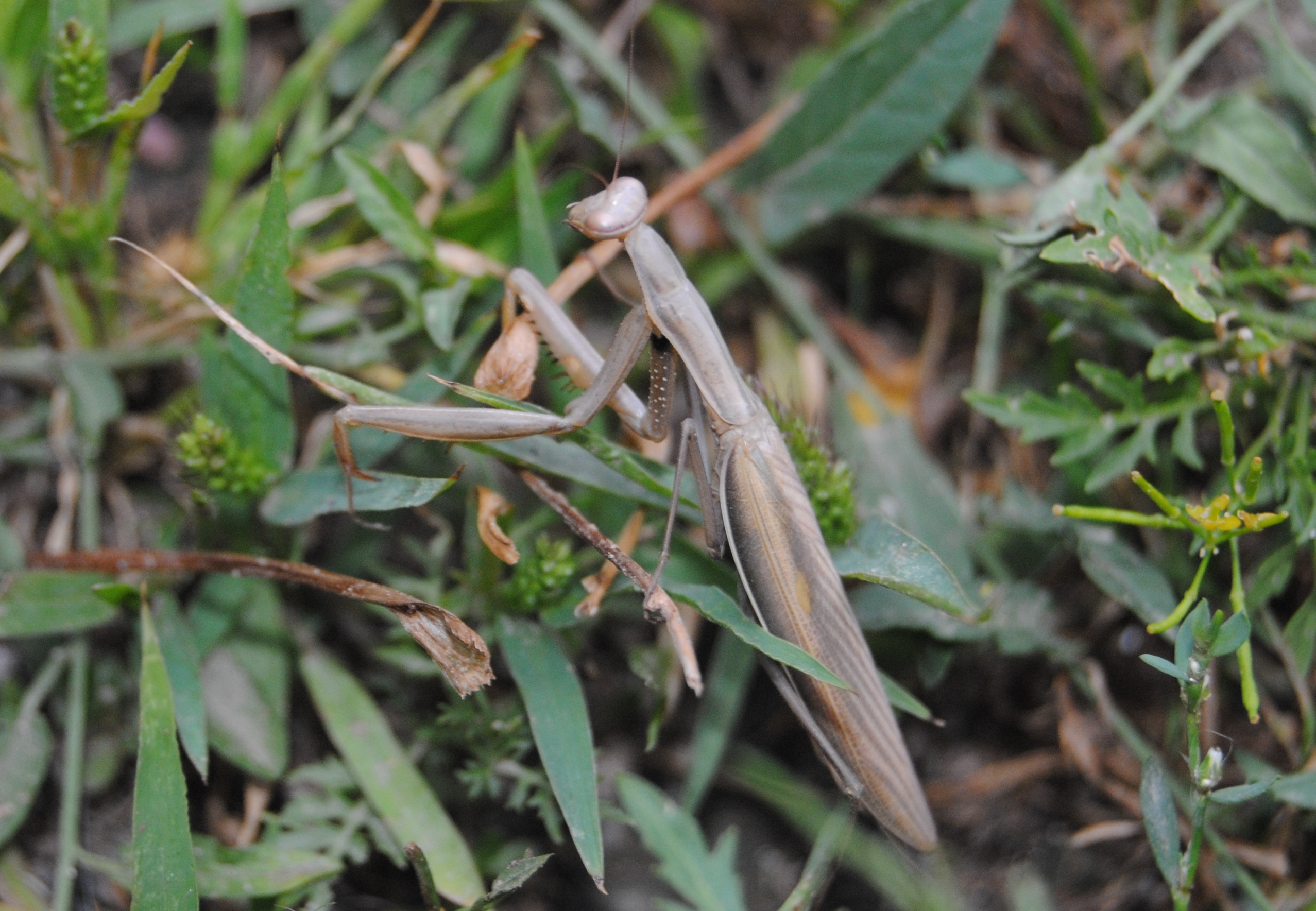
갈색 암컷 항라사마귀(루마니아)
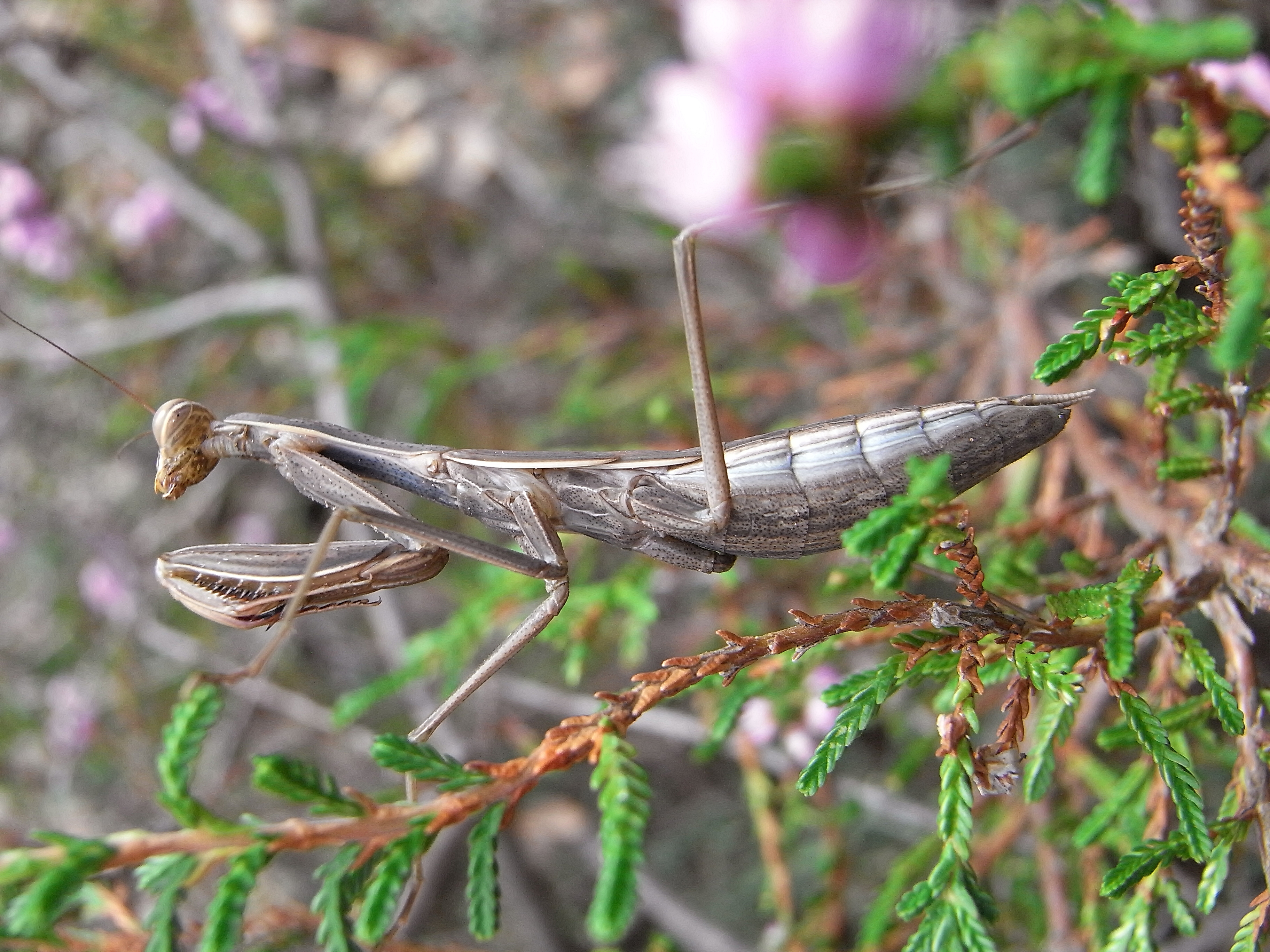
갈색의 마지막 단계 애벌레(프랑스)
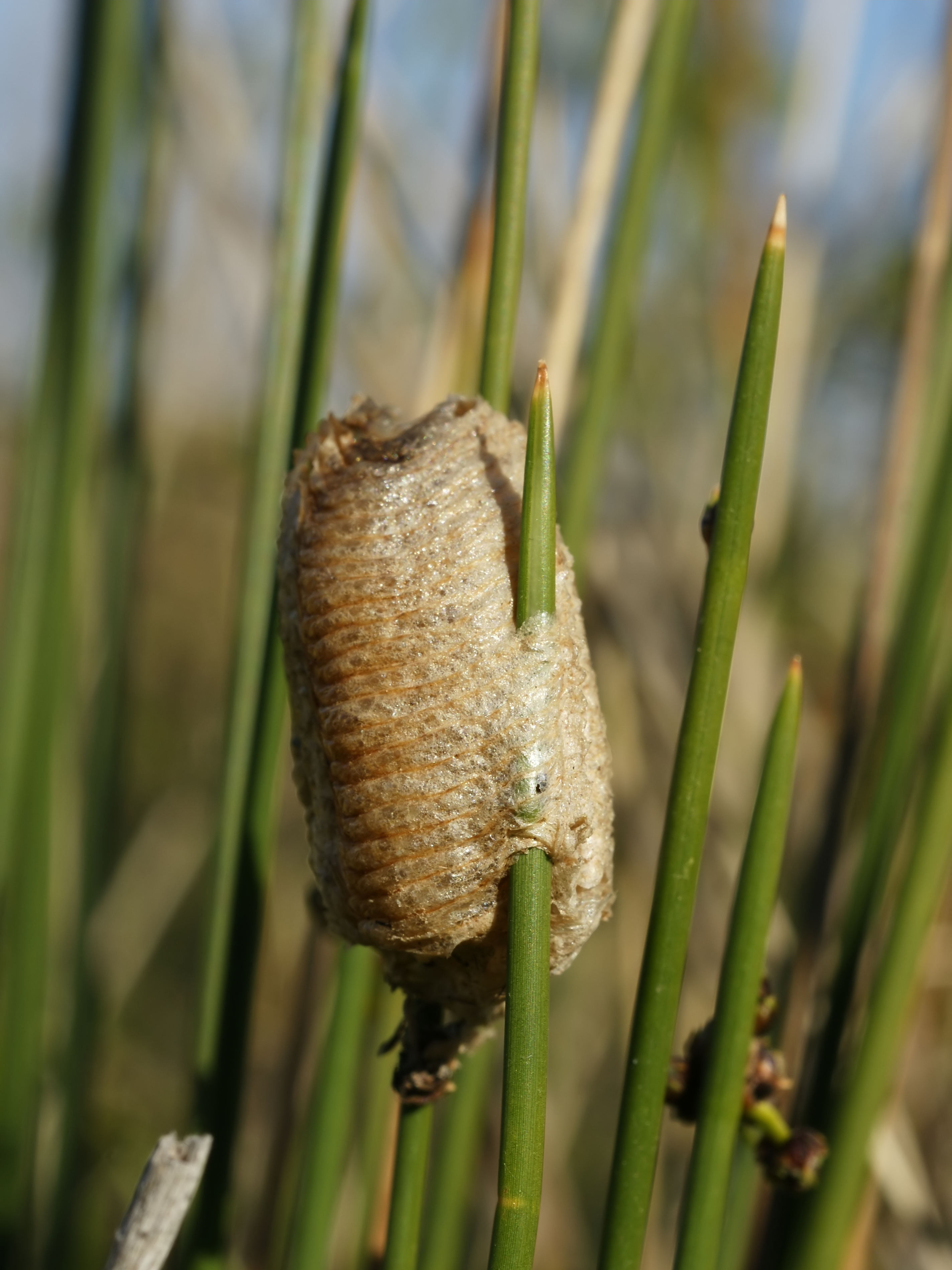
알집(이탈리아)